# Pin de Sibérie
Pinus sibirica
Pour un article plus général, voir Pin en Russie.
Espèce
Statut de conservation UICN

 LC  : Préoccupation mineure
Pinus sibirica, le Pin de Sibérie, est une espèce d'arbres conifères de la famille des Pinaceae du genre Pinus à fascicule de 5 longues aiguilles. Il est présent dans la majeure partie de la Russie asiatique, en Chine, au Kazakhstan et en Mongolie. Caractéristique importante de la taïga sibérienne, il apprécie autant la plaine que la montagne. Ses pignons sont consommés par le Cassenoix moucheté qui en assure la dispersion ainsi que par les populations locales.

## Dénominations

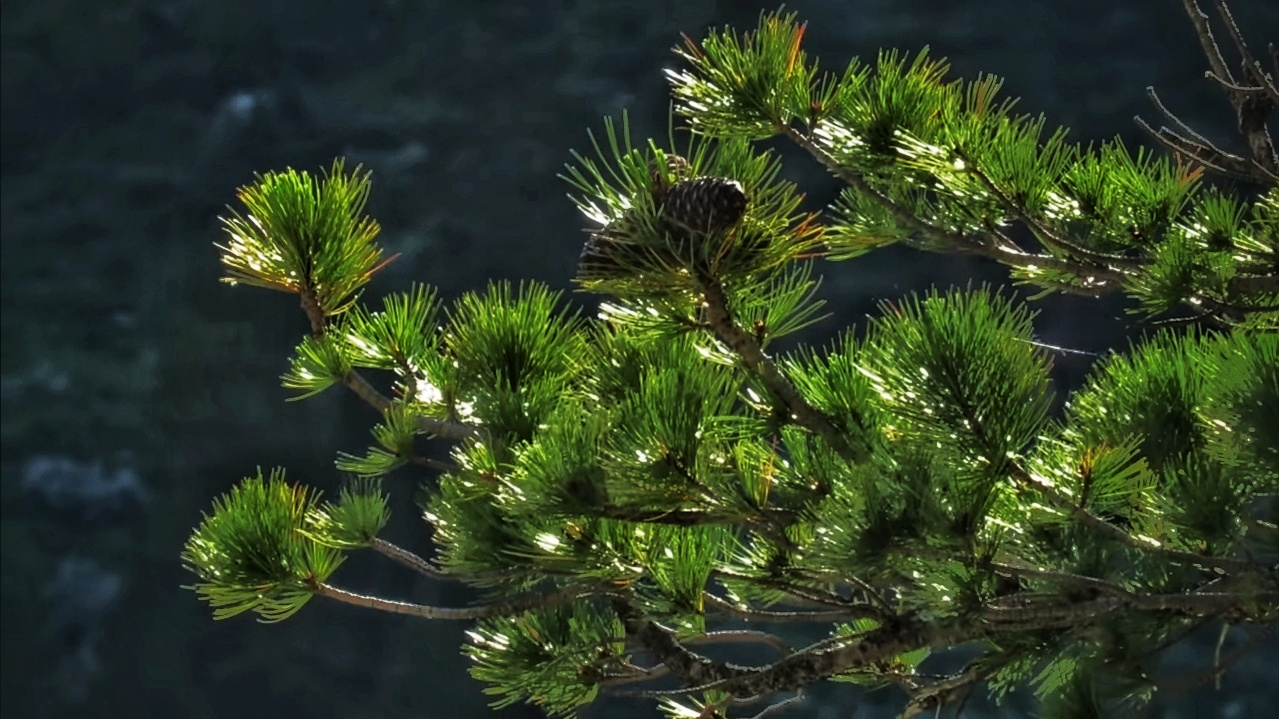
Feuillage du Pin de Sibérie

En français, cette espèce est nommée de ses noms vulgarisés et normalisés « Pin de Sibérie » et « Pin cembro de Sibérie ». En Russe, elle est connue sous le nom de « Сиби́рский кедр », Sibirskii kedr (Cèdre de Sibérie) et plus simplement кедр, Kedr (Cèdre). En anglais, elle est nommée « Siberian pine » et « Siberian stone pine ».

## Description

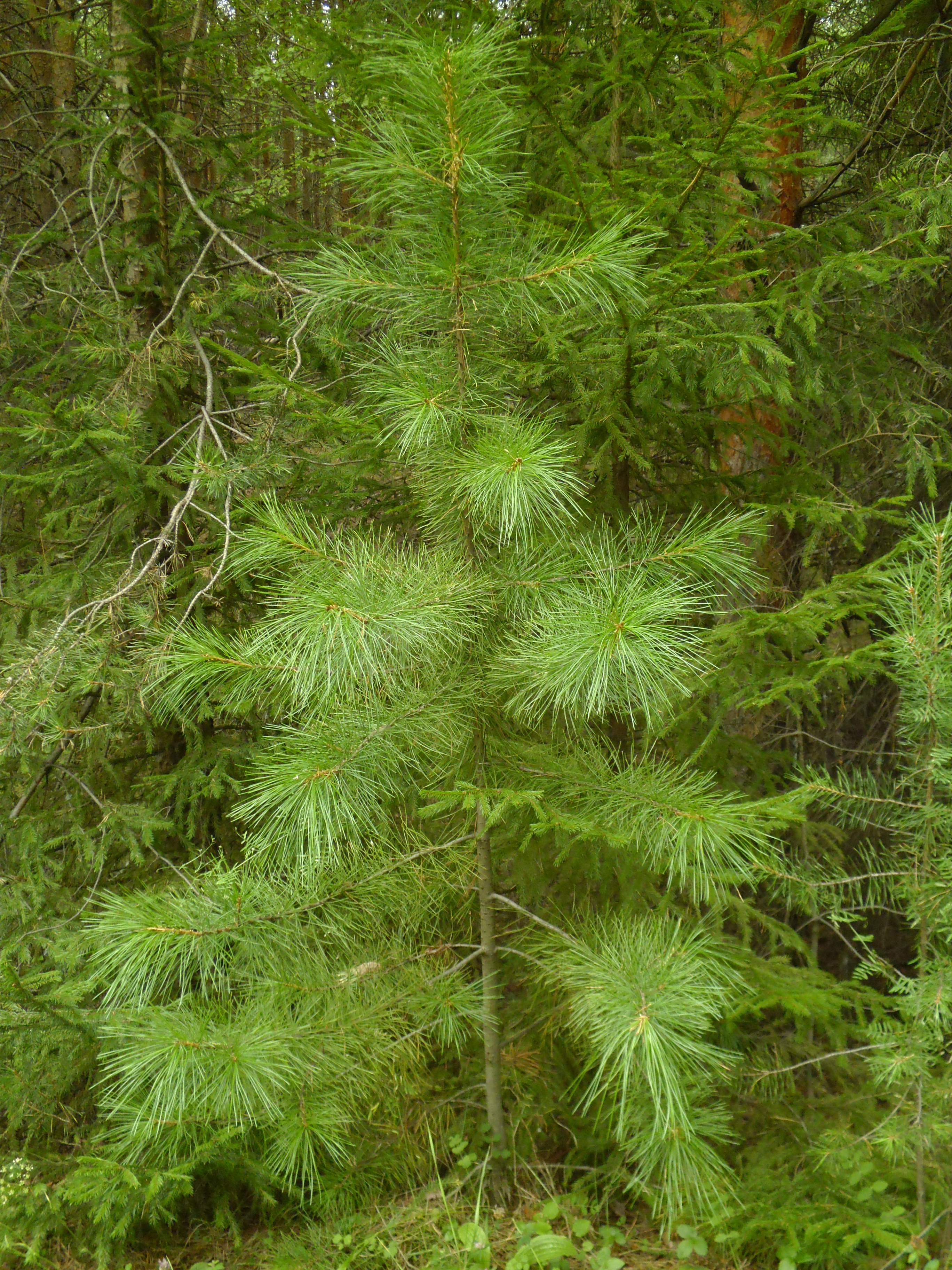
Jeune Pin de Sibérie

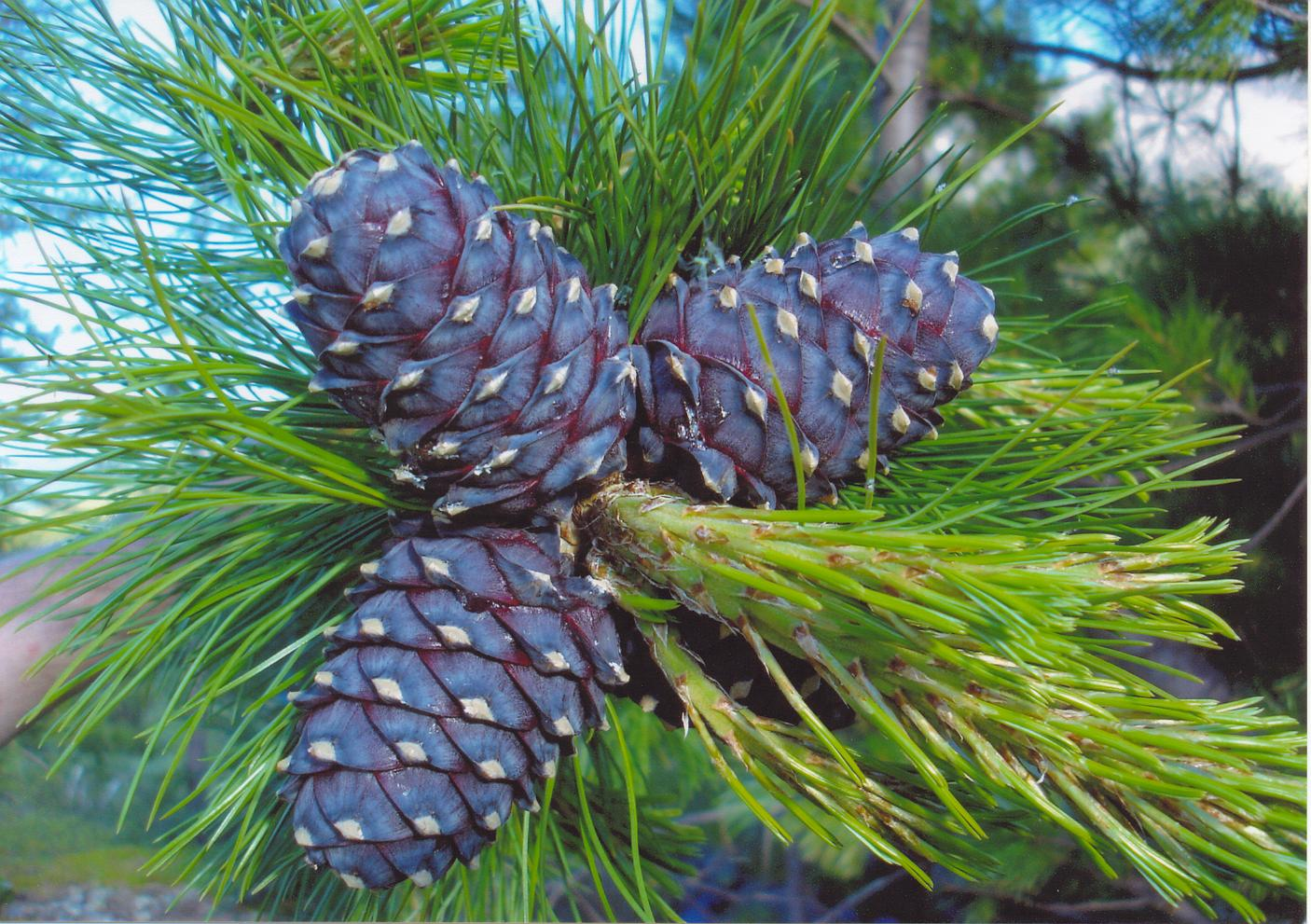
Cônes femelles en développement de Pin de Sibérie

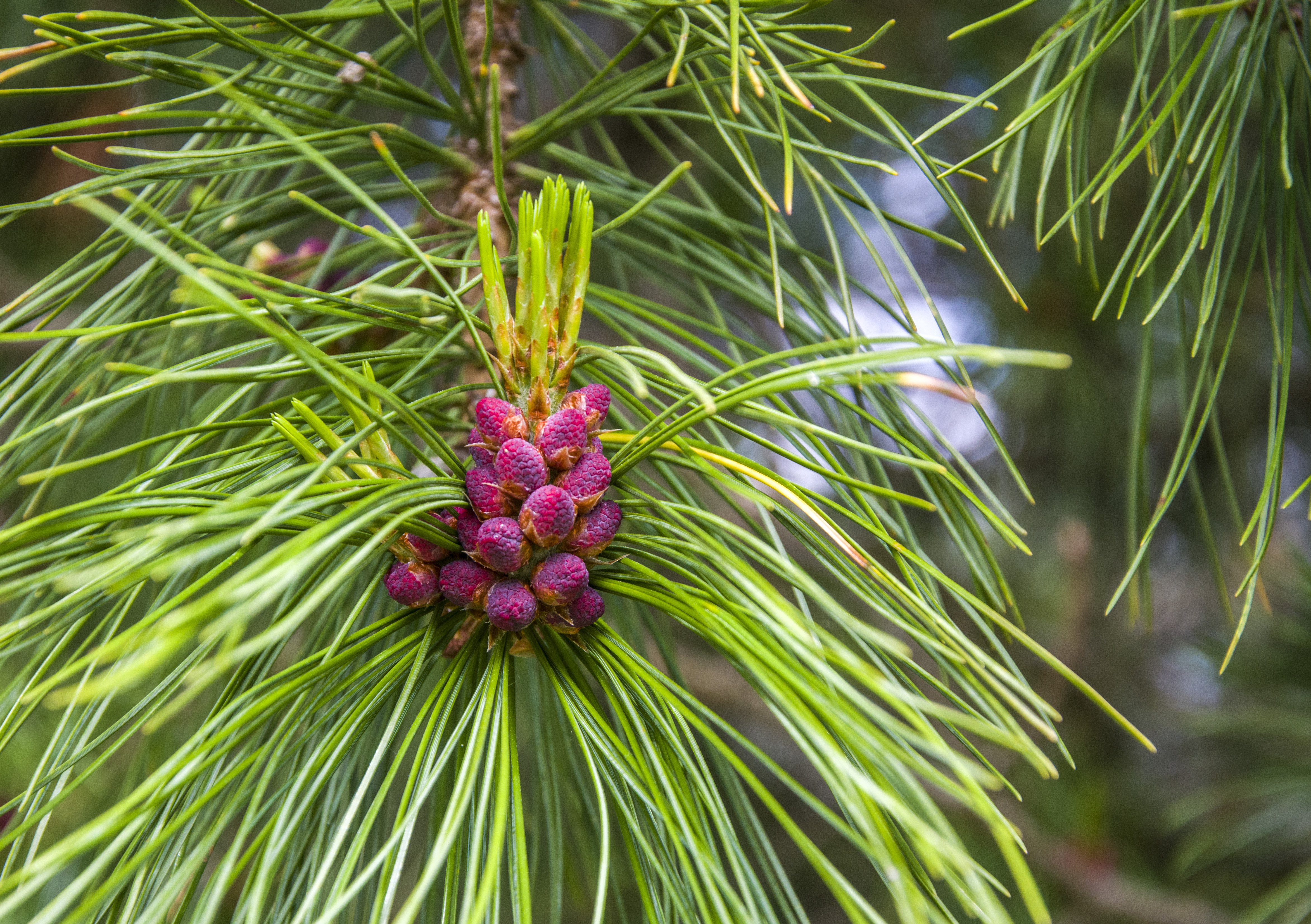
Cônes mâles de Pin de Sibérie

Le Pin de Sibérie est un arbre qui mesure en moyenne 35 à 40 m de haut et 180 cm de diamètre à hauteur de poitrine. Son port est conique de par la couronne formée par les nombreuses branches étalées. Son écorce est brun pâle et lisse dans sa jeunesse puis se grise avec l'âge, s'écaille et se fissure profondément. Ses rameaux jaune pâle ont initialement une dense pubescence, puis deviennent glabres, lisse, brun jaunâtre ou brun clair.
Les bourgeons végétatifs sont ovoïdes-coniques et non résineux. Ses aiguilles, qui persistent de 2 à 4 ans, sont disposées en touffes denses près de l'extrémité des branches. Elles sont portées en fascicules de 5. À leur base se trouvent des gaines basales caduques constituées d'écailles fines brun-orangé qui tombent la deuxième année, s'étalant largement. Les aiguilles sont droites ou légèrement incurvées, plus ou moins rigides à flexibles, à section transversale triangulaire et non tordues. Elles mesurent de 6 à 11 cm de long pour 1,2 à 1,7 mm de diamètre. Colorées de vert, elles sont ornées de rangées stomates en lignes blanches sur les deux faces.
Les cônes mâles, producteurs de pollen, sont groupés, disposés en spirale, cylindriques, courts et colorés de rougeâtre virant au brun-rouge. Les cônes femelles, producteurs de graines, sont simples ou en verticilles portés par 2 ou 3 sur des pédoncules très courts. Restant fermés ou ne s'ouvrant que légèrement à maturité, résineux et ovoïdes-coniques, ils sont d'un vert glauque à violacé lors de leur développement et d'un brun foncé à maturité. Généralement plus longs que larges mais pouvant être variables, ils mesurent de 7 à 10 cm de long pour 4 à 6 cm de large.
Les écailles des graines sont imbriquées, largement cunéiformes, avec deux cavités profondes, épaissies, striées longitudinalement, séchant en un brun foncé et présentent une pointe terminale, obtuse de couleur plus claire que le reste de l'écaille. Les graines sont oblongues-obovoïdes, légèrement striées à une extrémité, sans véritable aile et mesurent de 10 à 14 mm de long pour 5 à 7 mm de large.

## Records

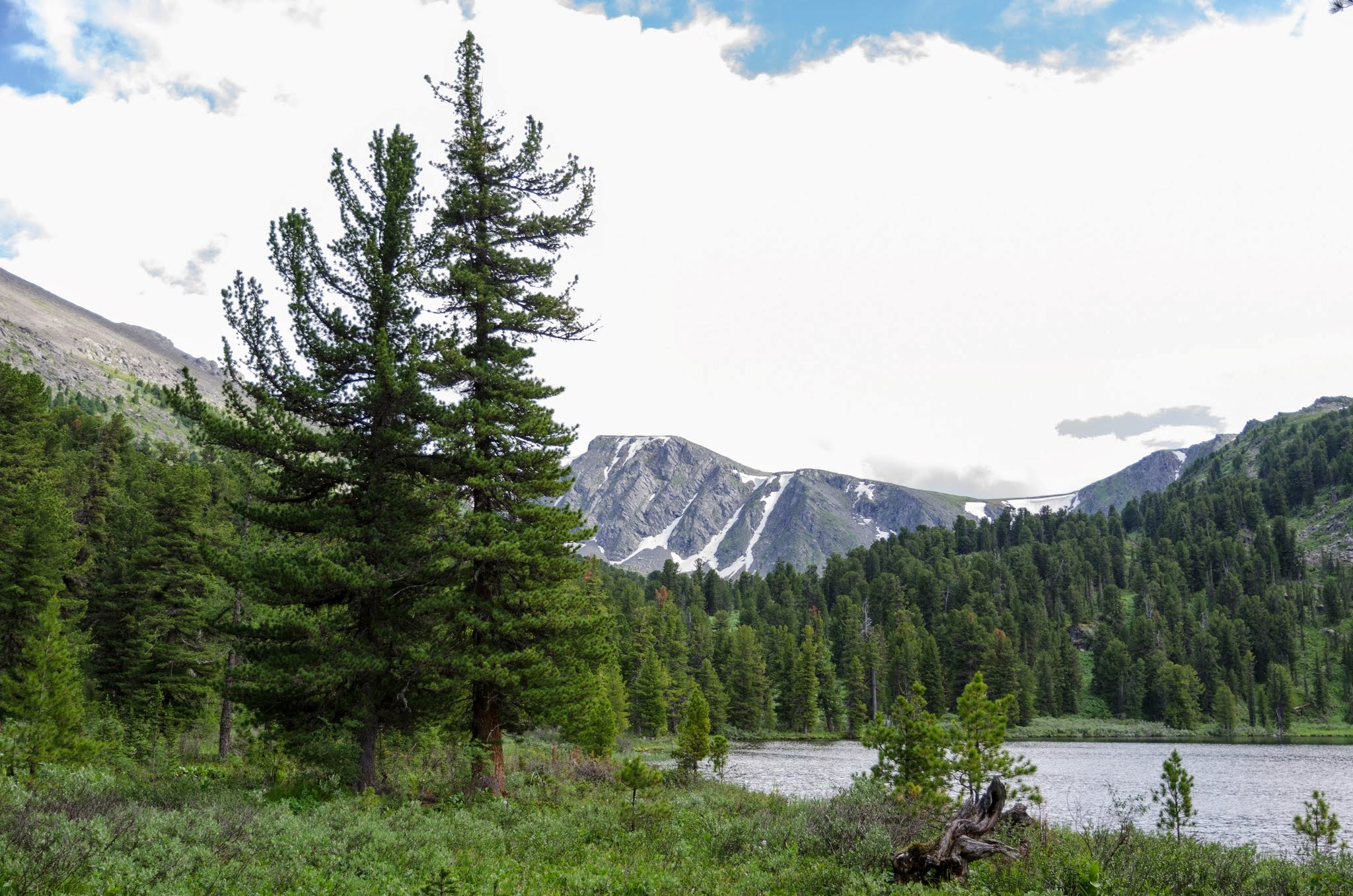
Pin de Sibérie dans l'Altai en Russie

Le spécimen le plus imposant mesure 48 m de haut pour 350 cm de circonférence et se trouve au col de Kedrovy dans les monts Altaï. Le plus vieil arbre, âgé de 629 ans, est récolté au col de Tarvagatay, en Mongolie.

## Distribution
Le Pin de Sibérie est présent au Nord et à l'Est de la Russie européenne ainsi que dans la majeure partie de la Sibérie notamment dans l'Altaï, la Bouriatie, la Transbaïkalie, la Iakoutie, dans l'Oblast d'Irkoutsk et le Kraï de Krasnoïarsk. Il existe aussi une population isolée dans la péninsule de Kola dans le Nord-Ouest de la Russie. Il est également présent au Kazakhstan, en Mongolie et en Chine notamment dans le Xinjiang, en Mongolie intérieure, au Heilongjiang et en Mandchourie,.
Cette espèce a été introduite en Finlande, en Suède, en Norvège et en Islande

## Écologie

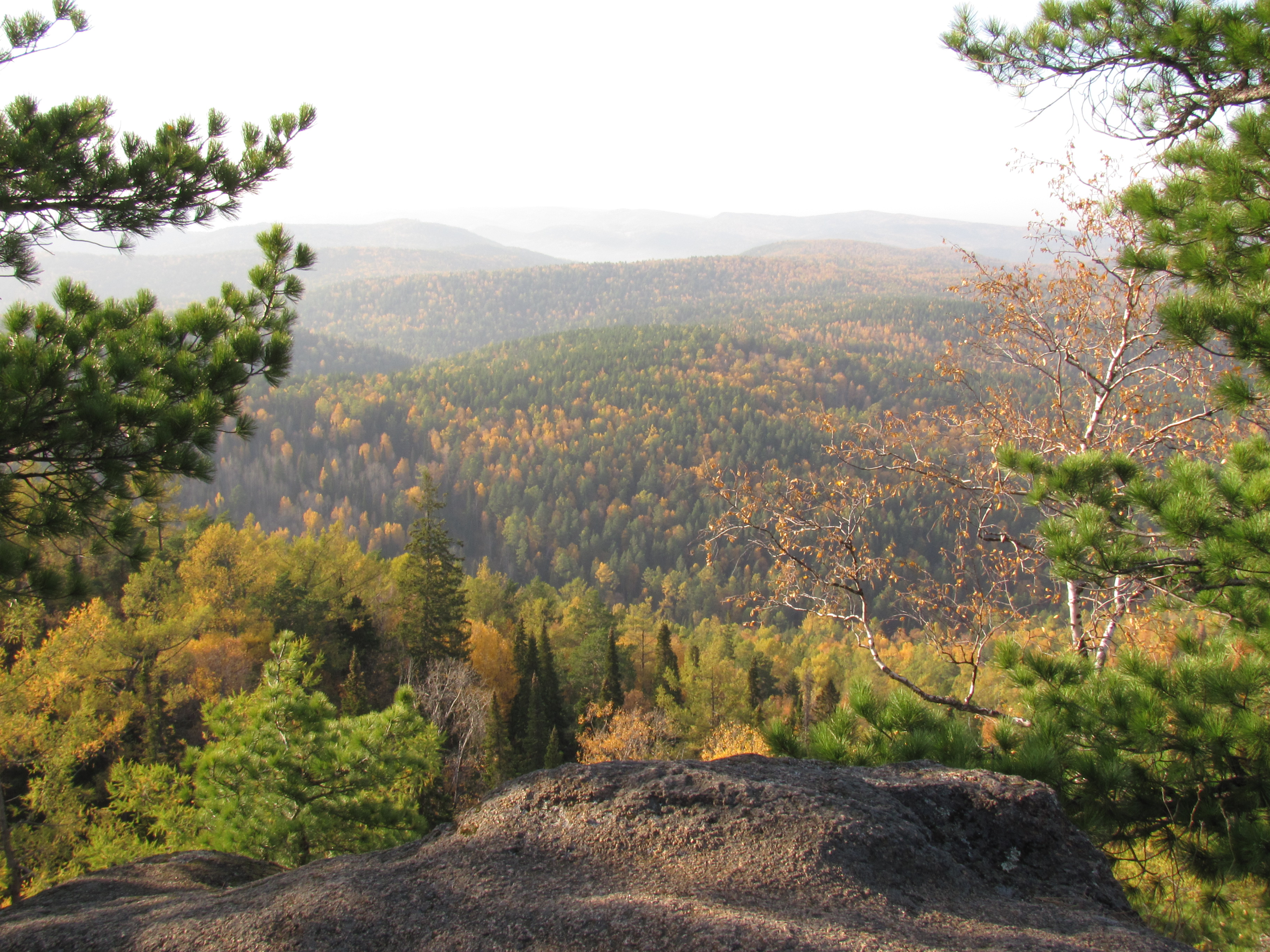
Taïga sibérienne où le Pin de Sibérie tient une place prédominante.

Le Pin de Sibérie est caractéristique de la taïga sibérienne où il couvre environ 45 millions d'hectares. Il est biologiquement caractérisé par sa croissance lente durant sa jeunesse, la grande variabilité du diamètre de sa couronne et de sa hauteur, sa grande résistance au gel, son exigence relative en eau et son indifférence quant à la qualité des sols.

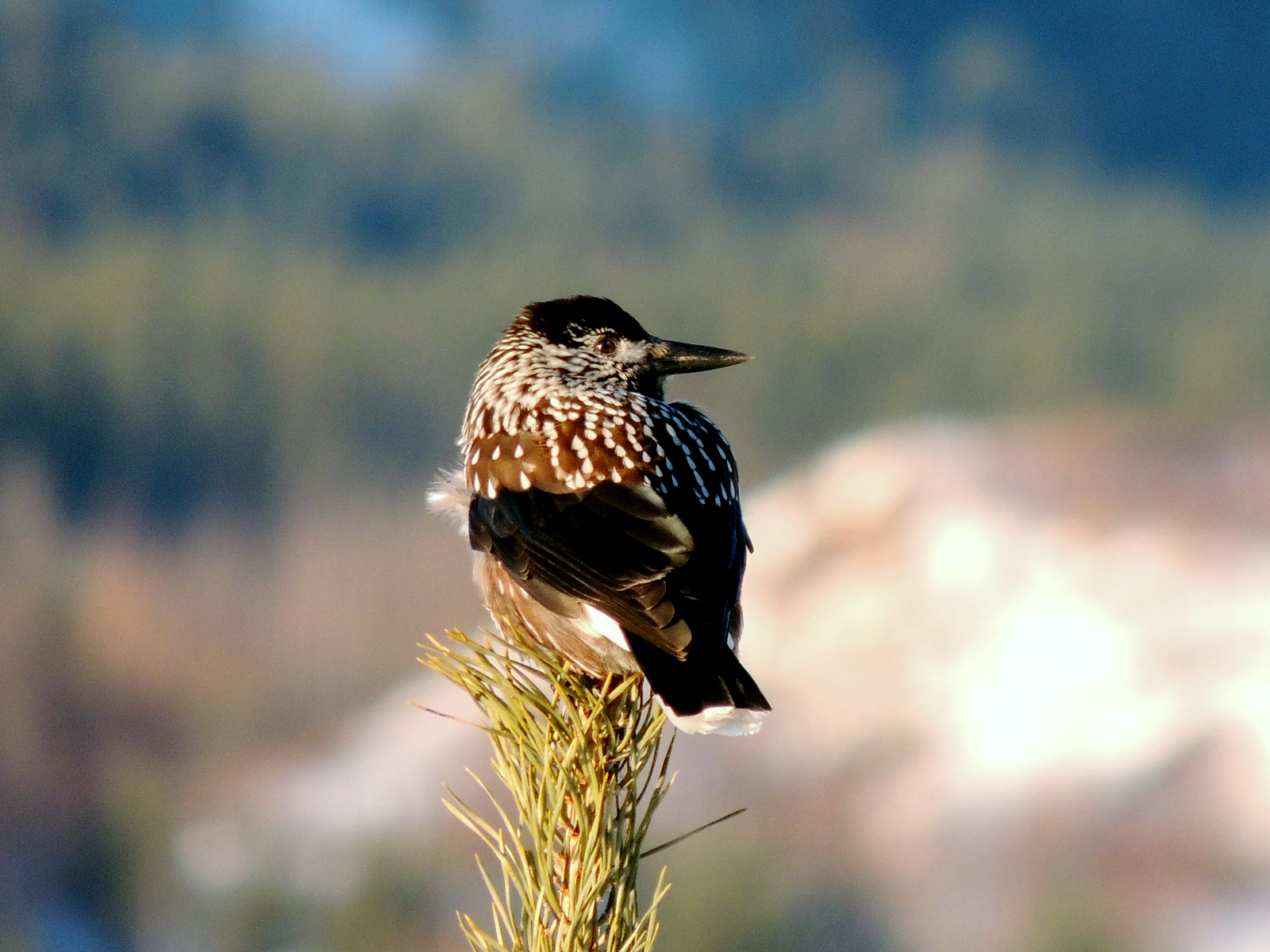
Cassenoix moucheté

Le Pin de Sibérie est une espèce qui pousse aussi bien dans les zones de plaine le long des grands fleuves sibériens comme l'Ob et l'Ienisseï entre 100 et 200 m d'altitude, que dans les montagnes jusqu'à une altitude d'environ 2400 m, où il forme des forêts denses et pures. Dans les plaines, il est accompagné du Pin sylvestre et du Mélèze de Dahurie ; du Mélèze de Sibérie et du Bouleau blanc sur des stations plus sèches sensibles aux feux de forêt ; du Sapin de Sibérie et de l'Épicéa de Sibérie dans les forêts profondes et sombres caractéristiques ainsi que de différents Bouleaux sur des stations plus humides dans les bassins fluviaux, en bordure de tourbière et sur les plateaux. À partir de l'étage alpin et dans les zones soumises au stress hydrique, il prend majoritairement des formes de Krummholz. Sur leurs zones de contact, le Pin de Sibérie peut d'hybrider avec le Pin nain de Sibérie, mais leur descendance est stérile.
Face au réchauffement climatique, le Pin de Sibérie semble être avantagé dans les régions où les précipitations sont suffisantes. Sa croissance et sa régénération sont favorisées et il gagne de l'espace sur l'étage alpin. Cependant, en cas d'incendie ou de coupe rase, le Pin de Sibérie se restaure très difficilement en raison de sa régénération naturelle exceptionnellement lente. Ainsi, dans le Kraï de Perm, à la frontière occidentale de son aire de répartition naturelle, le Pin de Sibérie occupe 16,6 % des forêts en 1938 et plus que 6,6 % des forêts en 2023.
Ses graines comestibles sont récoltées par la faune. Les écailles des cônes ne s'ouvrant pas pour les libérer, le bec puissant du Cassenoix moucheté est indispensable. De plus, il cache ses réserves de nourriture dans plusieurs milliers de cachettes qu'il disperse sur tout son territoire. Son bec et ses multiples oublis le rendent alors presque entièrement responsable de la dispersion des graines du Pin de Sibérie.

## Usages

### Les pignons
Pour un article plus général, voir Kedrovye sosny.

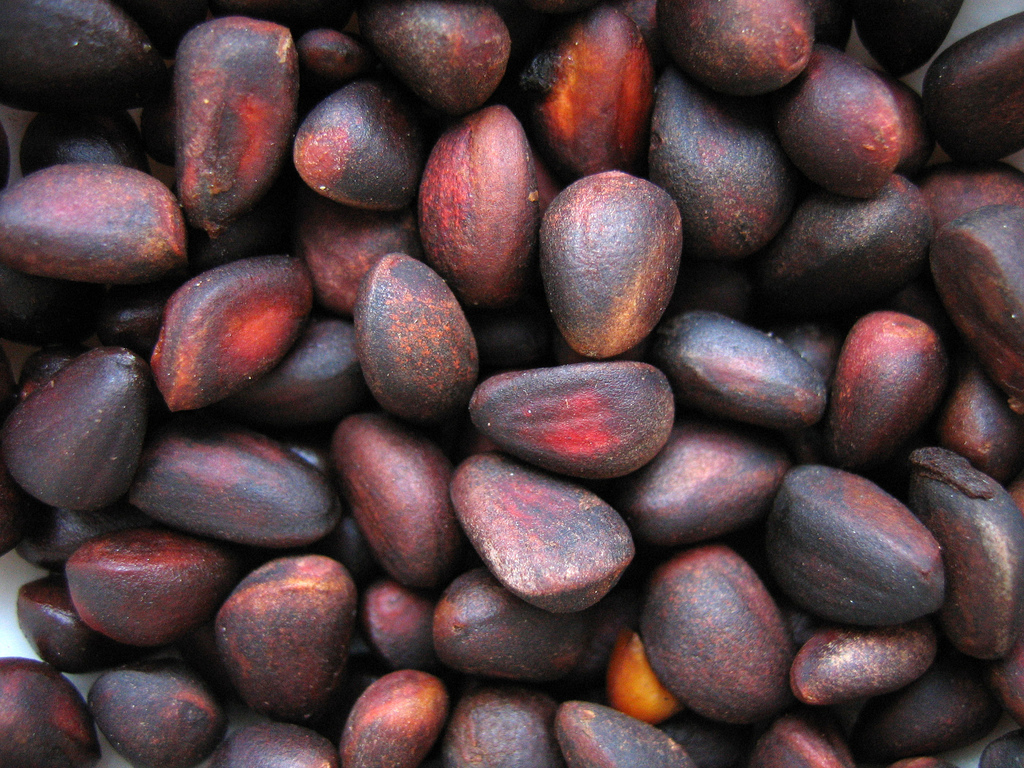
Pignons de Pin de Sibérie.

Comme le Pin parasol, le Pin de Sibérie constitue, grâce à ses pignons, nommés en russe « Кедровый орех » (noix de cèdre), une importante source de nourriture pour les populations locales sous la forme de grosses graines sans aile. Dans les montagnes de l'Altaï, les récoltes peuvent donner 200 à 300 kg de graines par hectare ; les graines devant être séparées des cônes à l'aide d'une casseuse de cônes mécanique. L'huile de table, qui a un goût agréable, est obtenue par pression à froid, et l'huile technique est obtenue par pression à chaud répétée. Le tourteau restant après la production d'huile est utilisé pour faire de la halva. En broyant très finement les pignons avec de l'eau, on obtient du « lait de cèdre ». La « crème » est produite de la même manière, mais la quantité d'eau qu'elle contient est plus faible. L'huile est également appréciée dans l'industrie de la peinture et des vernis, ainsi qu'en parfumerie et en médecine.

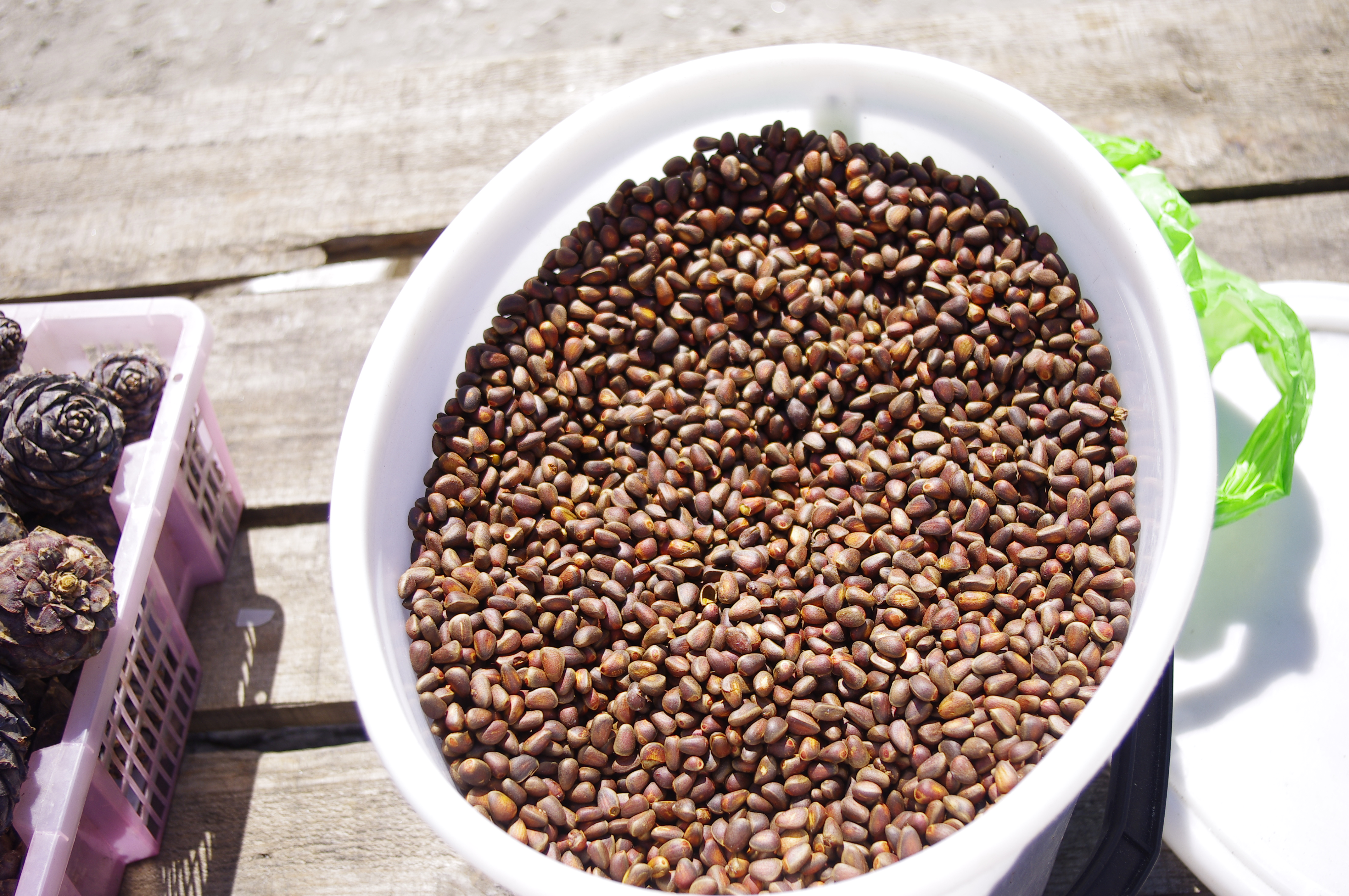
Récolte de pignons

Les pignons ont une teneur très élevée en lipides (environ 65%) et contiennent de nombreuses vitamines, notamment de Vitamine E (α-tocophérol et γ-tocophérol) ainsi que des tannins principalement de tanins condensés. Leur huile est surtout composée de Triglycérides ; onze acides gras, à 90% des insaturés, surtout des acides gras polyinsaturés (acides 18:2 et 18:3) mais aussi des acides gras saturés comme les acides palmitique et stéarique. Trois acides gras particuliers composent l'huile de pignons de Pin de Sibérie : l'acide 10,13-octadécadiénoïque, l'acide gorlique et l'acide 11,13-eicosadiénoïque,.

### Le bois et la résine
Le bois du Pin de Sibérie est considéré comme étant de qualité inférieure à celui du Pin sylvestre et de l'Épicéa de Sibérie, tous deux également dominants en Sibérie. Cependant, il sert en bois rond pour les poteaux et en bois de sciage pour la construction légère, la menuiserie, les meubles, les placages, les petits ustensiles, les boîtes, la sculpture sur bois et les instruments de musique. Ce bois est doux, léger et de couleur rose avec une texture fine.
Les arbres sont également exploités pour leur résine, principalement pour produire de la térébenthine.

### Culture
La première reproduction artificielle de cette espèce en dehors de son aire de répartition naturelle remonte à la seconde moitié du XVIe siècle, lorsque la pinède de Tolgskaya est fondée à 8 km de Iaroslavl dans la partie européenne de la Russie. Depuis, de nombreuses plantations ont été mises en place à la périphérie d'autres villes comme près de Moscou. Son principal mode de reproduction est la propagation par graines qui repose sur un semis d'automne ou une stratification pendant 3 à 6 mois et un traitement préalable au semis avec des régulateurs de croissance.
En Russie, cette espèce est couramment plantée comme arbre d'agrément dans les parcs. Peu de cultivars sont connus, mais plusieurs formes nanifiées existent. En Europe, il est remplacé par le Pin cembro,.

## Synonymes

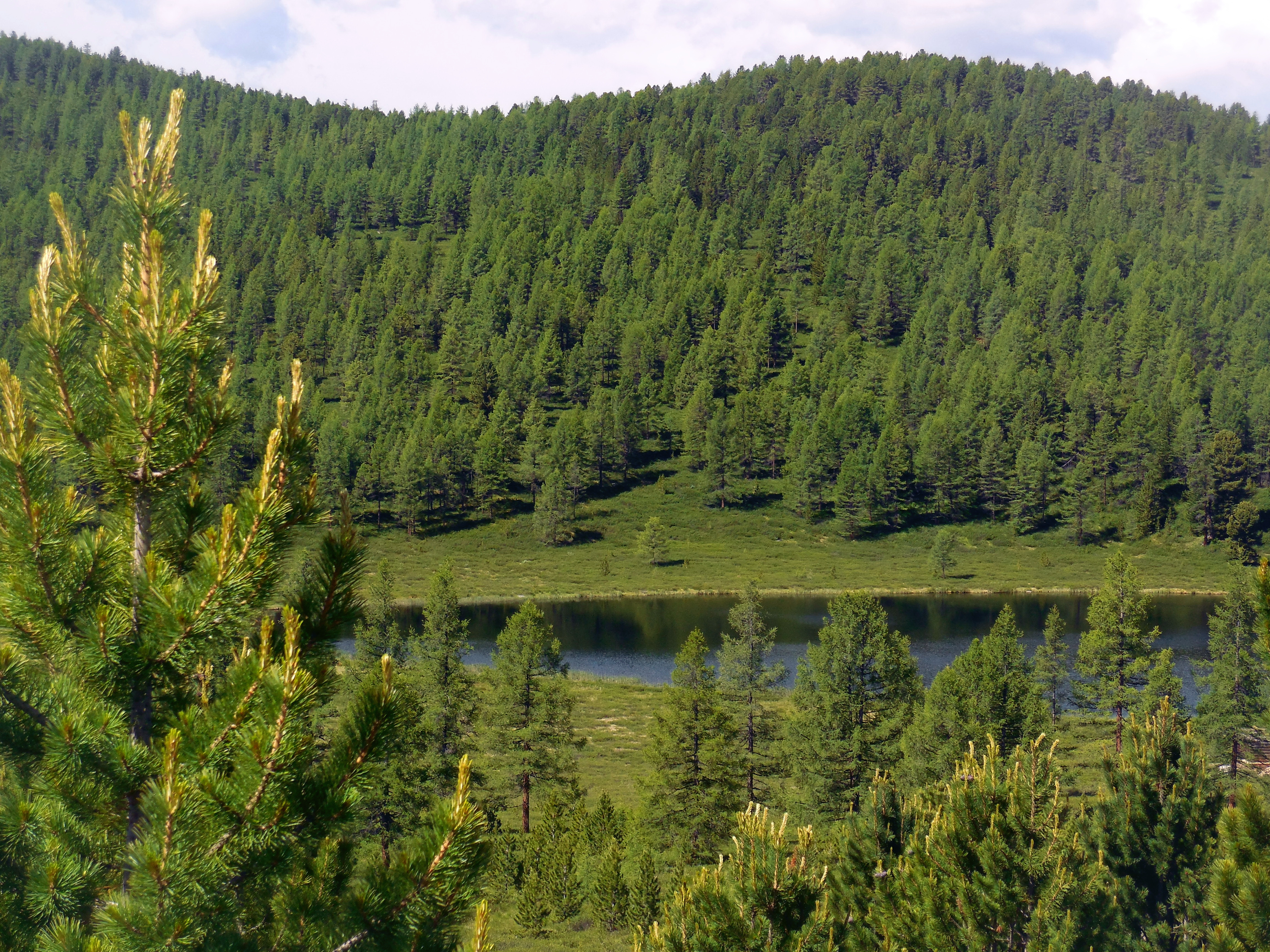
Col d'Ulagansky, à proximité d'Ulagan, Russie

Pinus sibirica a pour synonymes :
- Pinus arolla Petrov
- Pinus cembra f. coronans (Litv.) Krylov
- Pinus cembra subsp. sibirica (Du Tour) Krylov
- Pinus cembra subsp. sibirica (Du Tour) Loudon
- Pinus cembra var. sibirica (Du Tour) A.E.Murray
- Pinus cembra var. sibirica (Du Tour) G.Don
- Pinus cembra var. sibirica Loudon
- Pinus coronans Litv.
- Pinus hingganensis H.J.Zhang
- Pinus sibirica subsp. hingganensis (H.J.Zhang) Silba
- Pinus sibirica var. hingganensis (H.J.Zhang) Silba

## Filmographie
- Reportage, « Les pignons de cèdre, l'or de la taïga », réalisé par Gordian Arneth, 44 min, Allemagne.